# Temporada 2019-2020 del Liceu
La temporada 2019-2020 del Gran Teatre del Liceu destaca, entre altres coses, perquè commemora el vintè aniversari de la reobertura del teatre (1999) després de l'incendi que patí l'any 1994. Així mateix, cal remarcar la representació escenificada de l'òpera Alcione, de Marin Marais, infreqüent al repertori i que s'estrena al Liceu aquesta temporada, així com l'estrena, al Foyer del teatre, de l'òpera de cambra catalana Diàlegs de Tirant e Carmensina, amb música de Joan Magrané i llibret de Marc Rosich.
Exactament vint anys després de la reinauguració del Liceu amb Turandot (7 d'octubre del 1999), la "princesa de gel" va tornar al teatre de la Rambla sota la pell de la gran Iréne Theorin en el primer repartiment i de Lise Lindstrom (debutant al Liceu) en el segon. Al seu costat, Jorge de León, Gregory Kunde, Ermonela Jaho i Anita Hartig en dos repartiments de luxe. També va debutar amb aquest títol com a director d'escena el videoartista Franc Aleu.

## Òperes representades
| Temporada 2019-2020 del Liceu    |                                        |                  |                   | |                                                                          |                                 |                                                   |
| Òpera                            | Compositor                             | Direcció musical | Direcció d'escena | Papers principals | Segon repartiment                                                        | Producció                       | Dates                                             |
| Turandot                         | Giacomo Puccini                        | Josep Pons       | Franc Aleu        | Iréne Theorin, Chris Merritt, Alexander Vinogradov, Jorge de León, Ermonela Jaho, Toni Marsol, Francisco Vas, Mikeldi Atxalandabaso, Michael Borth, José Luis Casanova | Lise Lindstrom, Ante Jerkunica, Gregory Kunde, Anita Hartig, Emili Rosés | Gran Teatre del Liceu           | 7,8,10,11,13,14,15,16,19,20,21,22,24,25 d'octubre |
| Doña Francisquita                | Amadeu Vives                           | Oliver Díaz      | Lluís Pasqual     | |                                                                          |                                 | Del 10 al 17 de novembre                          |
| Cavalleria rusticana / Pagliacci | Ruggiero Leoncavallo / Pietro Mascagni |                  |                   | |                                                                          |                                 |                                                   |
| Aida                             | Giuseppe Verdi                         |                  |                   | |                                                                          |                                 |                                                   |
| Diàlegs de Tirant e Carmesina    | Joan Magrané                           |                  | Marc Rosich       | Josep-Ramon Olivé, Isabella Gaudí, Anna Alàs Jové |                                                                          | Òpera de Butxaca i Nova Creació | 13, 14, 15 de febrer                              |
| La clemenza di Tito              | Wolfgang Amadeus Mozart                |                  |                   | |                                                                          |                                 |                                                   |
| Lohengrin                        | Richard Wagner                         | Josep Pons       |                   | |                                                                          |                                 |                                                   |
| Semiramide                       | Gioacchino Rossini                     |                  |                   | |                                                                          |                                 |                                                   |
| Alcione                          | Marin Marais                           |                  |                   | |                                                                          |                                 |                                                   |
| Carmen                           | Georges Bizet                          |                  |                   | |                                                                          |                                 |                                                   |
| Il barbiere di Siviglia          | Gioacchino Rossini                     |                  |                   | |                                                                          |                                 |                                                   |